# Hubbard (kip)
De Hubbard (JA 257 & A957) is een kippenras.

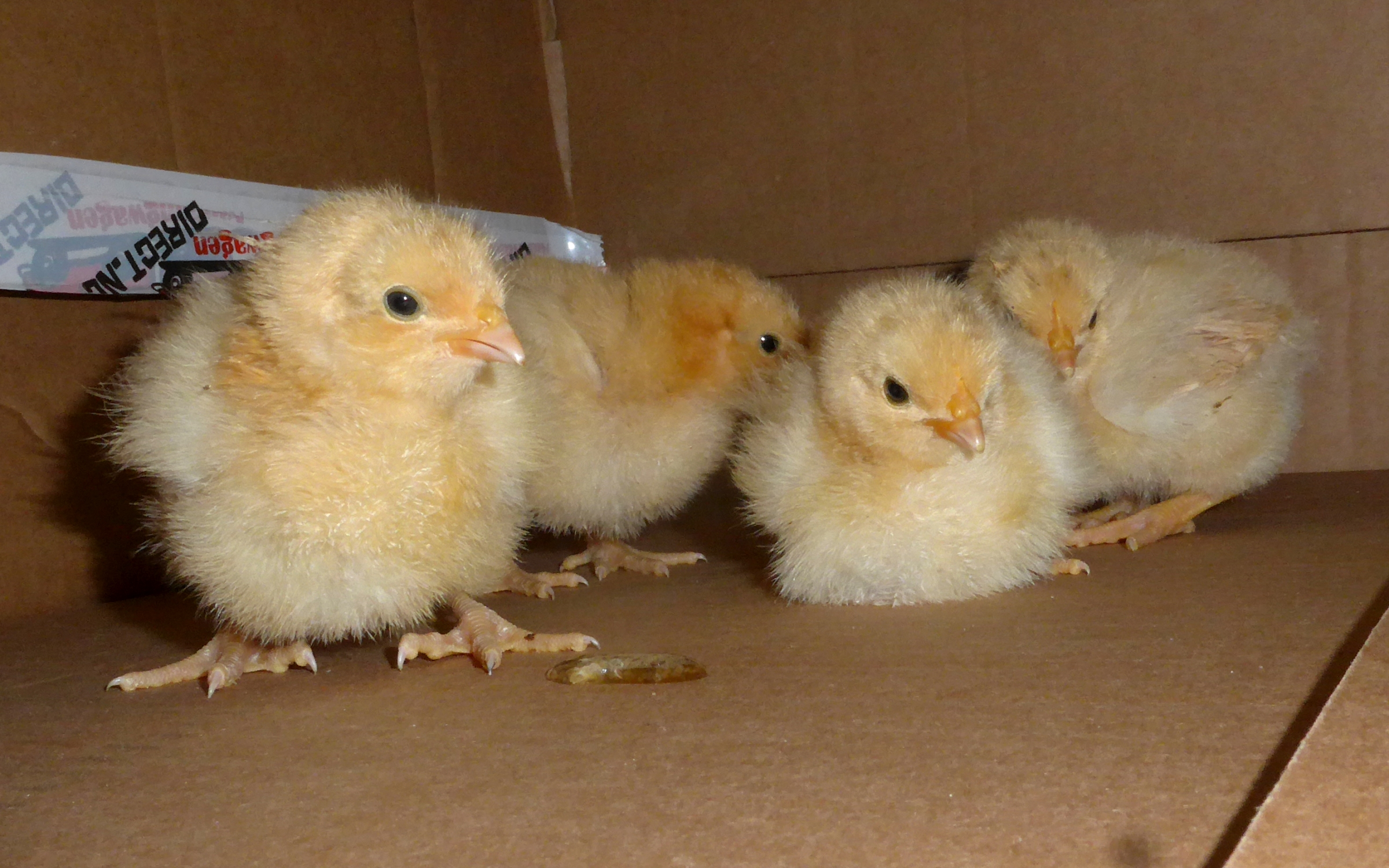
Hubbard kuikens

Het is een van de trager groeiende vleeskippenrassen geïntroduceerd rond 2006, als een kruising van de traaggroeiend hen Hubbard JA 57 en een snelgroeiende haan Hubbard M22 of M99.

## Inleiding
In de periode 2007 tot 2016 ontstond in Nederland onder invloed van actiegroepen de vraag naar een ander soort slachtkip dan de tot dan toe gebruikelijke snelgroeiende rassen zoals de Ross 308. Ook het dierenwelzijn kreeg veel aandacht: vanaf 2016 verkochten de grote supermarkten
zoals Jumbo, Lidl en Albert Heijn geen snelgroeiende vleeskippen meer.
De productie van snelgroeiende vleeskuikens in de periode van 2011 tot 2018 daalde echter slechts van 93% naar 70%.
In opdracht en op kosten van de Stichting Wakker Dier werd in 2018 door de Wageningen Livestock Research een onderzoek "Ongeriefanalyse Vleeskuikens" uitgevoerd.
Het ras Hubbard JA 757 is een van de rassen dat wordt gebruikt voor de productie. Ze hebben een gemiddelde groei van minder dan 45 gram per dag en worden in de professionele houderij geslacht na 7 weken (49 dagen, minimaal 45 dagen) i.p.v. 6 weken voor de snelgroeiende rassen.

## Kenmerken

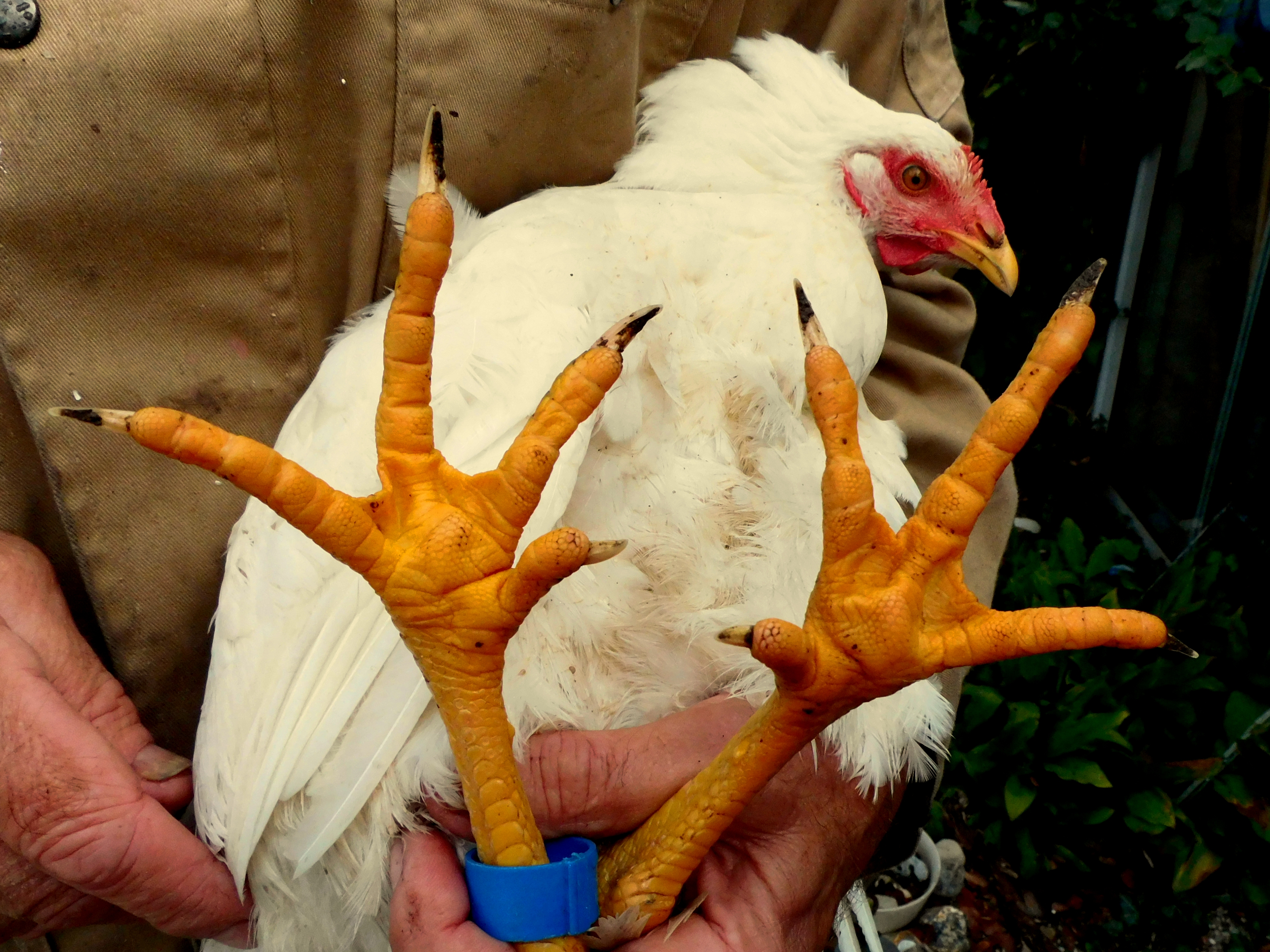
Hubbard 16 weken, voetzolen

Het ras is oorspronkelijk afkomstig uit Frankrijk, door genetisch bepaalde factoren groeien de kippen langzamer en ontwikkelen
steviger poten dan de snelgroeiende rassen, voetzoollaesie (ontstekingen van de huid van de voetzool) komt vrijwel niet voor. Het ras is weinig ziektegevoelig zodat antibioticagebruik meestal niet nodig is.
De in Nederland gefokte vleeskuikens van dit ras zijn wit, hebben een dicht en zacht verenkleed en enigszins wijduitstaande poten. De hennen krijgen eerder veren dan de hanen en zijn zo in een vroeg stadium te herkennen.
De filets (borstvlees) en de poten zijn goed ontwikkeld en leveren het leeuwendeel van het vleesgewicht.
Vetafzettingen in de buik en rond de maag zijn afwezig of zeer gering.
Het vlees is mals en smakelijk en zelfs bij oudere dieren wordt het niet taai of droog, wat voor hobbyfokkers een voordeel is.
Omdat hun spieren en poten voldoende ontwikkeld zijn kunnen ze goed in de vrije uitloop worden gehouden, ze scharrelen graag buiten rond en onderling is er weinig concurrentie.

## Pluimveebedrijven
De Hubbard wordt over het algemeen opgefokt in 3 tot 4 fasen bijv.: week 1-2 opfokvoer met 20% eiwit, 3-4 idem met 10% graan, 5-6 idem met 15% graan, 7-8 idem met 20% graan.
De bedrijfsvoering kan, meestal door de afnemer bepaald, gericht zijn op gangbaar, 1 tot 3 sterren "Beter Leven" of biologisch. Voor alle klassen zijn 
de eisen vastgesteld in Beter Leven-keurmerk.
De regels voor biologische kippen zijn vastgelegd door Skal,
de belangrijkste zijn: biologisch voer, slacht na 70 - 81 dagen, 10 kippen per m², max. 21 kg/m², vrije uitloop, daglicht en minimaal 8 uur donker (rustperiode).
| Eisen vleeskuikens Beter Leven keurmerk | Eisen vleeskuikens Beter Leven keurmerk | Eisen vleeskuikens Beter Leven keurmerk | Eisen vleeskuikens Beter Leven keurmerk | Eisen vleeskuikens Beter Leven keurmerk | Eisen vleeskuikens Beter Leven keurmerk |
| --------------------------------------- | --------------------------------------- | --------------------------------------- | --------------------------------------- | --------------------------------------- | --- |
| soort                                   | Gangbaar                                | 1 ster                                  | 2 sterren                               | 3 sterren                               | Legenda Gangbaar = snelgroeiend en langzamer groeiende rassen. G+S = Graan strooien en strobalen O = Overdekt (> 20% van totale staloppervlakte) B = Buiten aantal m² per kip. |
| binnenruimte                            | 18-21 /m²                               | 12 /m²                                  | 13 /m²                                  | 11 /m²                                  | Legenda Gangbaar = snelgroeiend en langzamer groeiende rassen. G+S = Graan strooien en strobalen O = Overdekt (> 20% van totale staloppervlakte) B = Buiten aantal m² per kip. |
| afleidingsmateriaal                     | Geen eis                                | G+S                                     | G+S                                     | G+S                                     | Legenda Gangbaar = snelgroeiend en langzamer groeiende rassen. G+S = Graan strooien en strobalen O = Overdekt (> 20% van totale staloppervlakte) B = Buiten aantal m² per kip. |
| uitloop                                 | Geen eis                                | O                                       | 1                                       | 2                                       | Legenda Gangbaar = snelgroeiend en langzamer groeiende rassen. G+S = Graan strooien en strobalen O = Overdekt (> 20% van totale staloppervlakte) B = Buiten aantal m² per kip. |

Het aantal kippen in de stalhouderij is voor alle soorten nog erg hoog, ter vergelijk: de Franse norm voor Poule de Bresse is 10 m² vrije uitloop buiten in grasland
en maximaal 500 dieren per bedrijf.

### Groeicurve

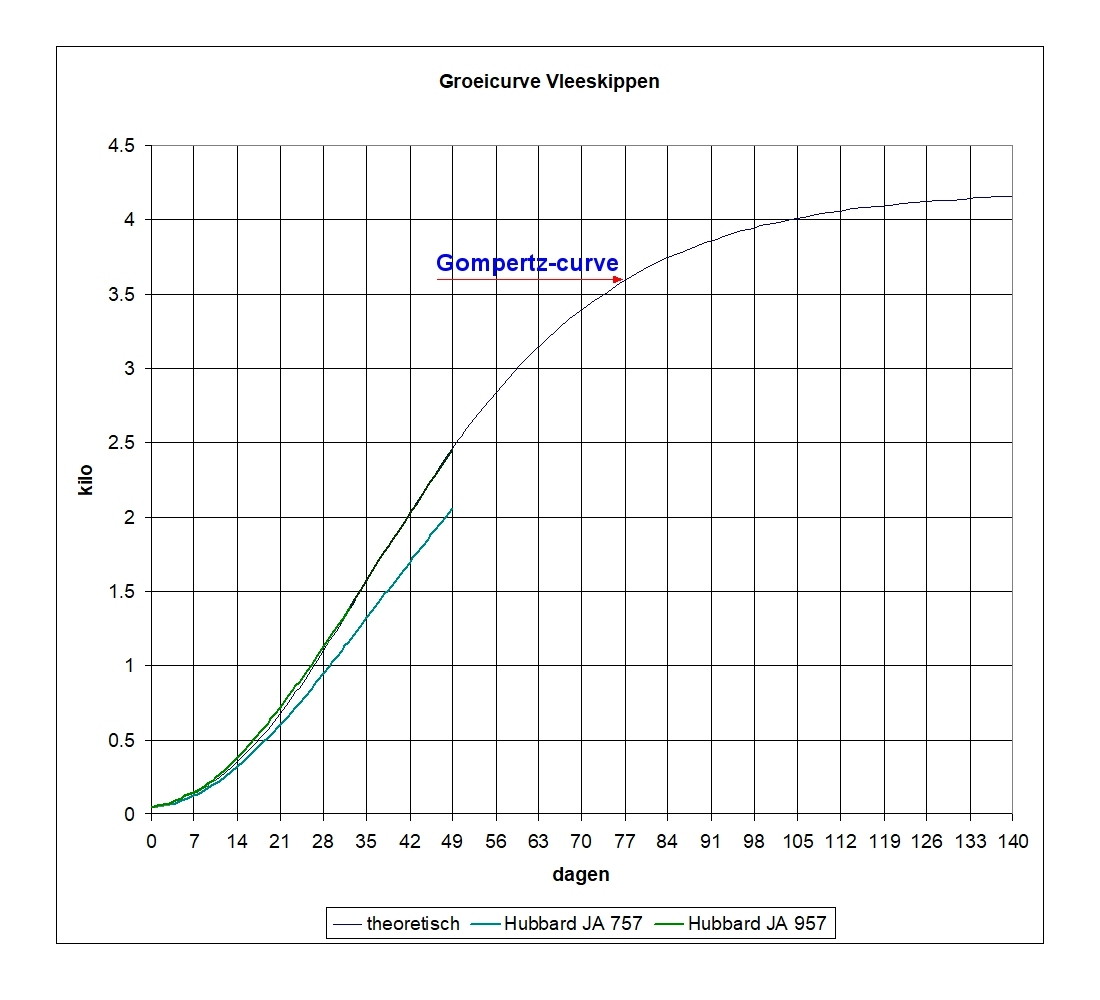
brongegevens: &

## Hobbyfokkers

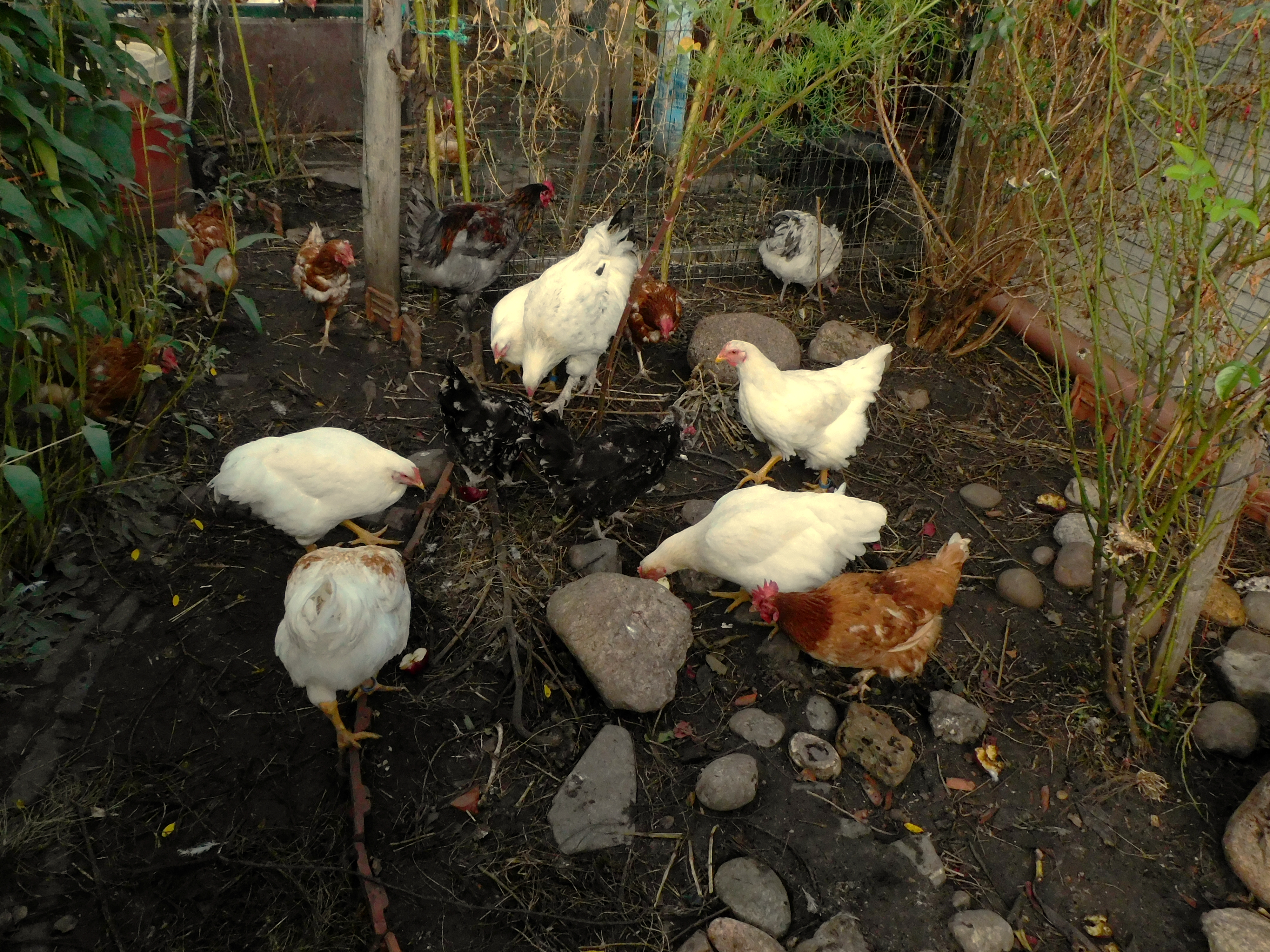
Hubbards 16 weken in groep

Omdat de Hubbard een robuuste kip is kan dit ras ook goed gehouden worden door hobbyfokkers.
Het dier kan goed lopen, scharrelt graag buiten en heeft een vriendelijk karakter, ze zijn goed bestand tegen wisselende weersinvloeden.
Bij hobyfokkers leven de Hubbards meestal veel langer en krijgen ze vaak alleen graan te eten en hebben bijna altijd vrije uitloop. Na 8 weken worden de hanen 3 kilo de hennen 300 gram minder, ze kunnen uitgroeien tot 6 kilo maar dat wordt
erg ongunstig qua hoeveelheid voer. Meestal worden ze geslacht bij een levend gewicht van 5 kilo of minder.

## Trivia
- Snelgroeiende vleeskuikens (plofkippen) groeien sneller en efficiënter, de CO2-voetafdruk, het landgebruik en het energiegebruik zijn daardoor per kilogram vlees lager dan bij de trager groeiende vleeskuikens.
- De Hubbard wordt onder allerlei fantasienamen in de handel gebracht, waaronder Gildehoen, Polderhoen, Kip van Morgen en Oma's kip.